# Judit Takács
Judit Takács (nascida em 1968) é uma socióloga, pesquisadora e professora universitária húngara. Ela é uma cadeira de pesquisa da Academia Húngara de Ciências e trabalha no Instituto de Sociologia do Centro de Ciências Sociais.
Seus principais interesses de pesquisa são papéis familiares, equilíbrio entre vida profissional e pessoal, história social de minorias sexuais, transfobia, homofobia, discriminação, igualdade, prevenção de HIV/AIDS. 

## Publicações

### Em húngaro
- László, Mocsonaki (2017). «A stigmatizáció hatásai HIV-vel élő meleg férfiakra Magyarországon». Esély Társadalom- és Szociálpolitikai Folyóirat. 29 (1): 45–71
- Neményi Mária – Takács Judit (2015) Örökbefogadás és diszkrimináció Magyarországon. «Esély 27(2): 32-61.» (PDF)
- Takács J - Mocsonaki László - P. Tóth Tamás (2008) «Esély 2008/3» (PDF)
- Takács J (2004) Homoszexualitás és társadalom. «Új Mandátum Kiadó: Budapest» (PDF)

### Em inglês
- Takács J (2017) Listing Homosexuals since the 1920s and under State Socialism in Hungary. 157-170. In Catherine Baker (ed.) «Gender in 20th-Century Eastern Europe and the USSR»
- Szalma Ivett; Takács J (2017) How to measure fathering practices in a European comparison? 228-249. In Michael J. Breen (ed.) «Values and Identities in Europe: Evidence from the European Social Survey»
- Takács J; Szalma Ivett; Bartus Tamás (2016) Social Attitudes toward Adoption by Same-Sex Couples in Europe. Takács, Judit (2016). «Archives of Sexual Behavior 45(7)». Archives of Sexual Behavior. 45 (7): 1787–1798. PMID 26919840. doi:10.1007/s10508-016-0691-9
- Szalma Ivett – Takács J (2015) Who Remains Childless? Unrealized Fertility Plans in Hungary. «Sociologicky časopis/Czech Sociological Review, 51(6)» (PDF)
- Takács (2015). «Effects of a social network HIV/STD prevention intervention for MSM in Russia and Hungary: a randomized controlled trial». AIDS. 29 (5): 583–93. PMC 4497559. PMID 25565495. doi:10.1097/QAD.0000000000000558
- Takács J (2015) Disciplining gender and (homo)sexuality in state socialist Hungary in the 1970s. In: Takács, Judit (2015). «European Review of History: Revue européenne d'histoire 22(1)» (PDF). European Review of History: Revue Européenne d'Histoire. 22: 161–175. doi:10.1080/13507486.2014.983426
- Takács (2013). «Effects of Stigmatization on Gay Men Living with HIV/AIDS in a Central-Eastern European Context: A Qualitative Analysis from Hungary». Sexuality Research and Social Policy. 10 (1)
- Takács; Ivett, Szalma (2011). «Homophobia and same-sex partnership legislation in Europe». Equality, Diversity and Inclusion. 30 (5)
- Hobson; Takács, J (2011). «Agency and Capabilities to Achieve a Work-Life Balance: A Comparison of Sweden and Hungary». Social Politics. 18 (2)

## Link externos
- Lista de publicações - www.policy.hu.
- Lista de publicações - academia.edu.